# Drama Academy Awards
Drama Academy Awards (jap. ザテレビジョンドラマアカデミー賞) – nagrody związane z japońskimi dramami telewizyjnymi organizowane przez Kadokawa i wręczane sezonowo od 1994 roku przez The Television, magazyn zajmujący się informacjami na temat japońskich dram telewizyjnych.

## Informacje
Projekt głosowania na popularność dram telewizyjnych prezentowany przez The Television Drama Academy Awards (DRAACA) to specjalna funkcja, w której czytelnicy, sędziowie i dziennikarze tygodnika The Television głosują na najlepszą dramę w Japonii. Składa się z nagród dla najlepszej dramy telewizyjnej, najlepszego aktora, najlepszej aktorki, najlepszego aktora drugoplanowego, najlepszej aktorki drugoplanowej, najlepszej piosenki w dramie, najlepszego reżysera, najlepszego scenariusza i specjalnej nagrody telewizyjnej.
Do nominowanych prac kwalifikują się dramy składające się z pięciu lub więcej odcinków emitowanych w telewizji naziemnej w całym kraju (z wyłączeniem regionu Kanto), które były emitowane między poprzednim a obecnym terminem głosowania i dla których nadawca zdecydował się przesłać zgłoszenie (z wyłączeniem dram nominowanych w przeszłości).

## Kategorie
Aktualnie nagrody przyznawane są w kategoriach:
Wybierane głosami czytelników, reporterów The Television i jury
- Nagroda za Najlepszą Dramę
- Najlepszy Aktor
- Najlepsza Aktorka
- Najlepszy Aktor Drugoplanowy
- Najlepsza Aktorka Drugoplanowa
- Najlepsza Piosenka w Dramie

Wybierane w drodze głosowania jury
- Nagroda dla Najlepszego Reżysera
- Nagroda za Najlepszy Scenariusz
- Specjalna Nagroda Telewizyjna